# Amsterdam (Zuid-Afrika)
Amsterdam is een klein schaaphoudersdorp met 6800 inwoners, in de provincie Mpumalanga in Zuid-Afrika. Naast grote schapenboerderijen zijn er grote plantages van eucalyptus-, denne- en acaciabomen in het gebied.
De provincie Mpumalanga is gesticht als een republiek in 1866 door de Schot Alexander McCorkindale, die in 1864 in Zuid-Afrika aankwam. Hij noemde de republiek New Scotland (Nieuw Schotland) en de hoofdstad Roburnia werd gesticht in 1881, genoemd naar Schotse dichter Robert Burns. De republiek bestond verder uit Industria (nabij het huidige Chrissiesmeer) en Londonia,vernoemd naar de Engelse hoofdstad en gelegen in het zuiden waar thans Piet Retief gelegen is.
McCorkindale had vergaande plannen om 300 Schotse gezinnen naar zijn republiek te halen om gewassen te verbouwen, dorpen te bouwen en een weg aan te leggen naar een haven die hij had gepland bij de Maputorivier. Hij overleed echter aan een koorts in Mozambique in mei 1871, toen pas vijftig Schotse gezinnen zich in het gebied hadden gevestigd.
De Volksraad van de Zuid-Afrikaansche Republiek hernoemde het dorp op 5 juli 1882 en vernoemde het naar de Nederlandse hoofdstad Amsterdam, uit dankbaarheid voor de Nederlandse steun gedurende de Eerste Boerenoorlog.

## Subplaatsen
Het nationaal instituut voor de statistiek, Stats SA, deelt sinds de census 2011 deze hoofdplaats in in zogenaamde subplaatsen (sub place), c.q. slechts één subplaats:
Amsterdam SP.